# Mago Barkas
Mago Barkas (Punisk: 𐤌𐤂‬𐤍 𐤁𐤓𐤒‬, transskription: Magon Barqa; død 202 f.Kr.) var en karthager – og del af Barkas-familien – som spillede en vigtig rolle i den Anden Puniske Krig ved at lede Karthagos styrker mod den Romerske Republik i Iberien og det nordlige og centrale Italien. Mago var den tredje søn af Hamilkar Barkas, og var derfor bror til Hannibal og Hasdrubal og svoger til Hasdrubal den Smukke.
Der vides ikke meget om hans tidlige år, bortset fra at han, i modsætning til sine brødre, ikke nævnes i forbindelse med bagholdet, hvor hans far blev dræbt i 228 f.Kr.

## Navn
Navnet "Mago(n)" var et almindeligt maskulint fornavn blandt den karthaginske elite. Det betød "Gudesendt".
Tilnavnet eller epitetet BRQ betyder "lyn" eller "skinnende". Det er beslægtet med det arabiske navn Barq og det hebraiske navn Barak og svarer til det græske Keraunos, som blev båret af samtidige hærførere. Det var blevet brugt for Magos far Hamilkar og bruges til at adskille hans tre sønner fra andre, der delte deres navne.

## På den Italienske Halvø
Hannibal inkluderede Mago blandt de karthaginske officerer, der krydsede Alperne og ledsagede ham til Den Italienske Halvø. Blandt dem var også Maharbal, Hanno den Ældre, Muttines (Punisk: 𐤌‬𐤕‬𐤍‬, MTN) og Carthalo.
Mago kæmpede ved Hannibals side under invasionen af Italien og spillede en nøglerolle i mange slag. I forbindelse Slaget ved Trebia anførte han den deling, der overfaldt romerne og brød deres slagorden. Efter slaget anførte Mago bagtroppen af den karthaginske kolonne, mens den marcherede sydpå mod Latium gennem Aino-marsken. I forbindelse med Slaget ved Cannae indtog Mago og Hannibal position hos det galliske infanteri i midten – i formationens mest sårbare og afgørende position.
Efter sejren ved Cannae sendte Hannibal Mago med en deling til Bruttium (Syditalien). Mens han marcherede gennem Lucania og Bruttium, underlagde Mago flere byer og fik flere til at gå over på karthaginsk side. Fra Bruttium sejlede Mago til Karthago og efterlod Hanno den Ældre som øverstkommanderende for den karthaginske garnison. Mago fremviste de gyldne ringe fra romerske ryttere, der var faldet ved Cannae, for det karthaginske senat og anmodede om forstærkninger til Hannibal i slutningen af sin tale. Dette fik tilhængerne af Barkas-familien i senatet til at håne deres modstandere, som bittert havde modsat sig enhver hjælp til Hannibal. Som svar stillede Hanno den Store – Barkas-familien førende modstander – flere spørgsmål til Mago, hvilket tog det meste af glansen af Magos præsentation. Alligevel var senatets medlemmer tilstrækkeligt imponerede til at stemme for at sende 4.000 numidiske ryttere, 40 krigselefanter og 500 talenter til Italien, og Mago fik ordre til at hverve yderligere 20.000 infanterister og 4.000 ryttere fra Spanien til Hannibal. Magos hær – der talte 12.000 infanterister, 1.500 ryttere og 20 krigselefanter med 1.000 talenter – blev langsomt samlet, muligvis på grund af anti-Barkas intriger.
Da nyheden om det katastrofale slag ved Dertosa nåede Karthago, blev Mago og hans hær dog sendt til Hispanien (Den Iberiske Halvø) som forstærkninger til Hasdrubal i stedet. Men det karthaginske senat ignorerede for en gangs skyld ikke den italienske front fuldstændigt. Styrken på 4.000 numidiske ryttere og 40 krigselefanter blev sendt til Locri i Bruttium – eskorteret af den puniske flåde under Bomilkar. Dette var de eneste betydelige forstærkninger, som Hannibal kom til at modtage fra sin regering under den Anden Puniske Krig.

## Iberiske kampagner
Selvom Hasdrubal nominelt kommanderede alle karthaginske styrker på Den Iberiske Halvø (det romerske Hispania), modtog Mago en selvstændig kommando – en opdeling der senere skulle få alvorlige konsekvenser. De to Barkas-brødre, støttet af Hasdrubal Gisco, kæmpede mod romerne under kommando af Scipio-brødrene (Gnæus Cornelius Scipio Calvus og Publius Cornelius Scipio) i hele perioden 215–212 f.Kr. Mago dræbte 2.000 romere i et kavaleriangreb på Publius Cornelius Scipio nær Akra Leuke i 214 f.Kr. og bidrog også til at holde de spanske stammer loyale over for Karthago. Samlet set formåede karthaginienserne at opretholde magtbalancen i Hispania på trods af Scipio-brødrenes bestræbelser, men undlod at sende nogen hjælp til Hannibal. Situationen var gunstig nok, da Hasdrubal i 212 f.Kr. formåede at krydse over til Afrika med en hær for at knuse oprøret under Syphax, kongen af numidiske stammer, uden at Scipio-brødrene forårsagede forstyrrelser i Hispania. Mago og Hasdrubal Gisco bevogtede de karthaginske besiddelser i Iberien uden vanskeligheder, på trods af at Scipio-brødrenes hær overgik deres hære i antal, som følge af Hasdrubals fravær.
Scipio-brødrene indledte en større offensiv i 211 f.Kr. De karthaginske hære var her adskilt. Hasdrubal Gisco befandt sig nær Gades (nutidens Cádiz) med 10.000 tropper, Mago nær Castulo med yderligere 10.000, og Hasdrubal nær Amtorgis med 15.000 soldater. Scipio-brødrene planlagde at konfrontere karthaginienserne samtidigt og fuldstændigt tilintetgøre deres hære.
Koordineringen af de tre karthaginske hære var afgørende for at besejre og dræbe Scipio-brødrene og tilintetgøre størstedelen af de romerske styrker i Hispania i de efterfølgende slag. Scipio-brødrene havde delt deres hær – Publius Scipio marcherede vestpå med 20.000 soldater for at angribe Mago nær Castulo, mens Gnæus Scipio tog 35.000 tropper for at angribe Hasdrubal. Hasdrubal Giscos styrker marcherede for at slutte sig til Mago, som – støttet af Indibilis og Masinissa – besejrede og dræbte Publius Scipio, hvorefter den kombinerede hær sluttede sig til Hasdrubal for at besejre og dræbe Gnæus Scipio, alt sammen inden for 23 dage. Den manglende koordinering efter slaget førte dog til, at de romerske overlevende – omkring 8.000 mand – flygtede nord for Ebro-floden. Disse mænd stoppede karthaginske angreb to gange og blev forstærket af 20.000 tropper fra Italien i 210 f.Kr.
Publius Cornelius Scipio den Yngre (den senere Scipio Africanus) udnyttede den manglende koordinering mellem de karthaginske generaler og det, at deres hære var spredt ud over et stort areal til at indtage Cartagena i en dristig ekspedition i 209 f.Kr. Mago og hans hær befandt sig på det tidspunkt tre dages march fra Cartagena. Karthaginienserne flyttede deres base til Gades.
I 208 f.Kr. – efter Slaget ved Baecula – forlod Hasdrubal Hispanien for at invadere Italien og bringe forstærkninger til sin bror Hannibal, som opererede i Lucania. Mago flyttede med sin hær til området mellem floderne Tagus og Douro på en rekrutteringsmission efter spanske lejesoldater sammen med Hanno, en nyligt ankommet general. Deres mission lykkedes, da de samlede store mængder spanske krigere, blandt dem kantabrere ledet af Larus, men de delte hæren i to lejre og var ikke varsomme. Deres hær blev overrasket og spredt af romerske styrker under kommando af Marcus Junius Silanus i 207 f.Kr. Hanno blev taget til fange, men Mago formåede at føre et par tusinde overlevende til Gades, hvor han sluttede sig til Hasdrubal Gisco. Karthaginienserne spredte deres hær i flere byer og fokuserede på at rekruttere nye lejesoldater. Denne taktik frustrerede Scipios strategi om at fremtvinge et afgørende slag det år.
Mago havde fælles kommando over den nye hær og foretog angreb på den romerske hær med sit kavaleri. Scipio Africanus' var dog fremsynet, idet han havde holdt sit kavaleri uden for lejren i en skjult position, hvilket ledte til et nederlag for Mago.
Efter at have lidt nederlag i forbindelse med Slaget ved Ilipa i 206 f.Kr., vendte Hasdrubal Gisco tilbage til Afrika, og Mago trak sig tilbage til Gades med resterne af sin hær. Hans næstkommanderende, endnu en Hanno, blev besejret af L. Marcius i forbindelse med Slaget ved Guadalquivir, og Mago var ude af stand til at udnytte oprøret blandt de spanske stammer under Indibilis eller mytteriet blandt de romerske tropper ved Sucro i 206 f.Kr. Han ledte et angreb på Cartagena i den tro, at byen var let bevogtet, og blev slået tilbage med store tab. Ved sin tilbagevenden fandt han portene til Gades lukkede. Efter at have korsfæstet byens magistrater for forræderi sejlede han væk til Balearerne.

## Den tredje karthaginske ekspedition til Italien
Mago anførte derefter en kampagne for at invadere Italien (denne gang ad søvejen) med 15.000 mand i forsommeren 205 f.Kr. Hæren sejlede fra Menorca til Liguria under eskorte af 30 karthaginske quinquerem. Mago formåede at erobre Genoa, og han kontrollerede Norditalien i næsten tre år, hvor han førte krig med bjergstammerne og samlede tropper. Romerne afsatte syv legioner til at holde øje med ham og bevogte Norditalien, men der blev ikke udkæmpet nogen større slag. I 204 f.Kr. blev Mago forstærket med 6.000 infanterister og noget kavaleri fra Karthago. Romerne nægtede at gå i kamp og blokerede Mago, hvilket forhindrede ham i at nå Hannibal.
Til sidst engagerede romerne ham i kamp i det Cisalpinske Gallien. Slaget ved Insubria var en romersk sejr (dog ikke så afgørende), og Mago blev alvorligt såret. Kort efter slaget blev han sammen med Hannibal kaldt tilbage til Karthago for at hjælpe med forsvaret af byen, da den senere Scipio Africanus havde besejret hærene under ledelse af Hasdrubal Gisco og Hanno, søn af Bomilkar. Romerne havde samtidig taget Syphax, som var allieret med Karthago, til fange i Afrika. Mago og hans hær sejlede fra Italien i 202 f.Kr. under eskorte af den puniske flåde og blev ikke forstyrret af den romerske flåde på sin vej til Afrika. Før han nåede Karthago, døde han dog som følge af sine skader og sår på havet.
I henhold til Cornelius Nepos overlevede Mago dog krigen og blev hos sin bror Hannibal i flere år, indtil karthaginienserne beordrede hans arrestation omkring 193 f.Kr. Han lykkedes med at flygte, men døde enten i et skibsforlis eller blev dræbt af sine slaver. De fleste historikere tillægger dog ikke Nepos meget troværdighed og foretrækker Livius' version.

## Eftermæle
Havnen i Mahón på Balearerne blev angiveligt grundlagt af ham og bærer stadig hans navn. Den lokale æggesauce, som nu spises over hele verden, kaldes mayonnaise efter byen.